# 幼儿画报
《幼儿画报》创刊于1982年，是中国大陆教育类刊物，编辑部位于北京市。
《幼儿画报》在2018年被中华人民共和国国家新闻出版广电总局新闻报刊司评为2017年全国“百强报刊”。